# Society of Dilettanti

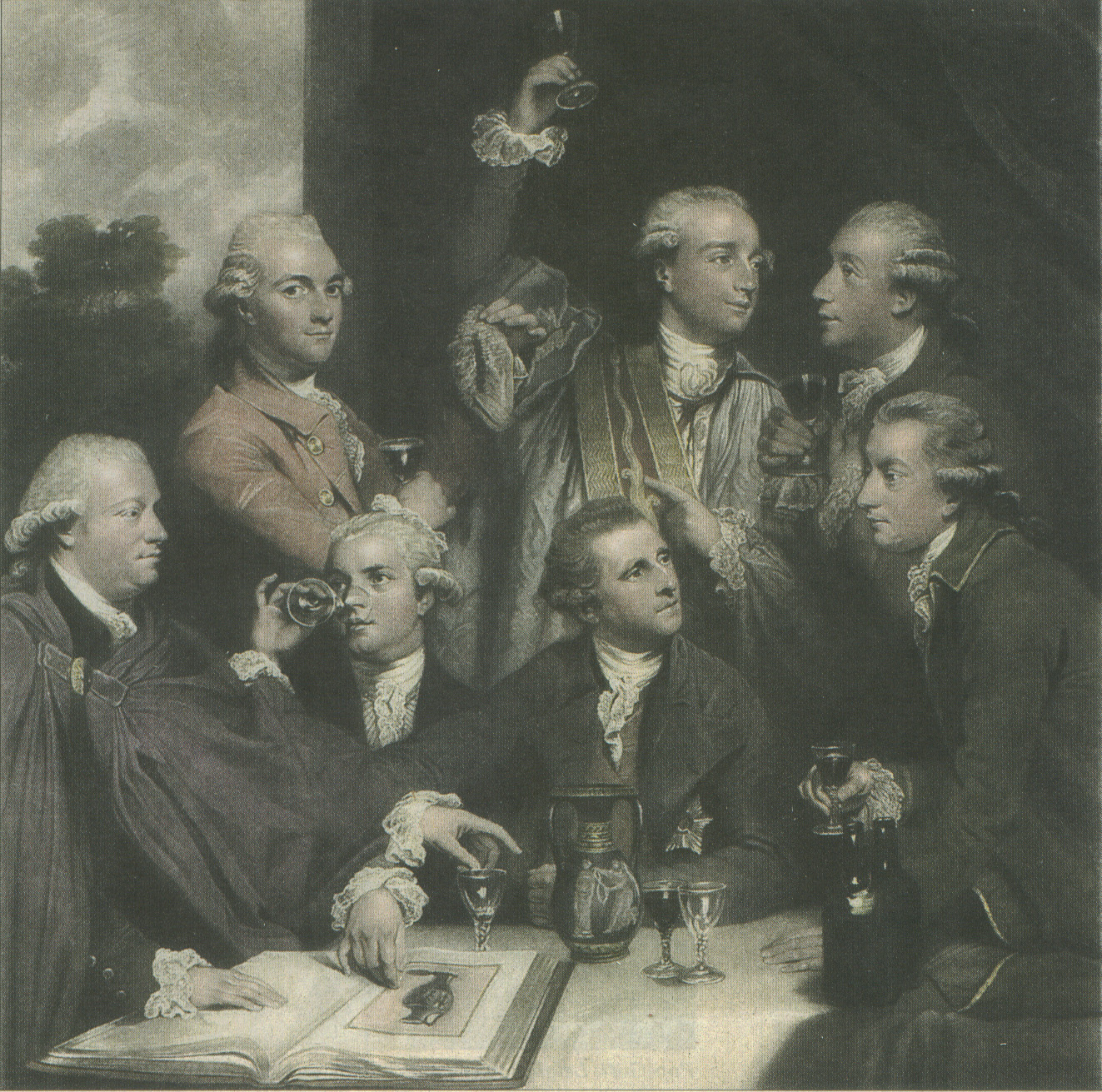
Society of Dilettanti: (1) Sir Watkin Williams Wynn, (2) Mr. John Taylor, (3) Mr. Stephen Payne-Gallwey, (4) Sir William Hamilton, (5) Mr. Richard Thompson, (6) Mr. Spencer Stanhope, and (7) Mr. John Lewin Smyth of Heath

La Society of Dilettanti (fondata nel 1734) è una associazione britannica di nobili e studiosi che incoraggia lo studio dell'arte greca e romana antica e la creazione di nuove opere nello stile classico.

## Storia
Sebbene la data esatta sia sconosciuta, si ritiene che la Società sia stata fondata come club per gentiluomini nel 1734 da un gruppo di persone che avevano partecipato al Grand Tour. Le registrazioni della prima riunione della società furono scritte in modo piuttosto informale su pezzi di carta sciolti. La prima annotazione nel libro dei primi minuti della società è datata 5 aprile 1736.
Nel 1743 Horace Walpole la descrisse in modo critico come "... un club, per il quale la qualifica nominale è essere stata in Italia, e quella vera, essere ubriaco: i due capi sono Lord Middlesex e Sir Francis Dashwood, che furono raramente sobri durante tutto il tempo che furono in Italia."
Il gruppo, inizialmente guidato da Francis Dashwood, conteneva diversi duchi e successivamente fu raggiunto da Joshua Reynolds, David Garrick, Uvedale Price e Richard Payne Knight, tra gli altri. Era strettamente associato al Brooks's, uno dei club per gentiluomini più esclusivi di Londra. La società divenne rapidamente ricca, attraverso un sistema in cui i membri fornivano contributi a vari fondi per sostenere progetti di costruzione e spedizioni archeologiche.
Il primo artista associato al gruppo fu George Knapton.
La Society of Dilettanti mirava a correggere e purificare il gusto pubblico del paese; dal 1740 iniziò a sostenere l'opera italiana. Pochi anni prima che Joshua Reynolds diventasse un membro, il gruppo lavorò verso l'obiettivo di formare un'accademia pubblica e dal 1750 fu il primo motore nella creazione della Royal Academy of Arts. Nel 1775, il club aveva accumulato abbastanza soldi per un fondo di borse di studio allo scopo di sostenere il viaggio di uno studente a Roma e in Grecia, o per spedizioni archeologiche come quella di Richard Chandler, William Pars e Nicholas Revett, i cui risultati pubblicarono in Ionian Antiquities, una grande influenza sul neoclassicismo in Gran Bretagna.
Tra le pubblicazioni edite a spese della società c'era The bronzes of Siris (Londra, 1836) dell'archeologo danese Peter Oluf Brøndsted.

## Membri

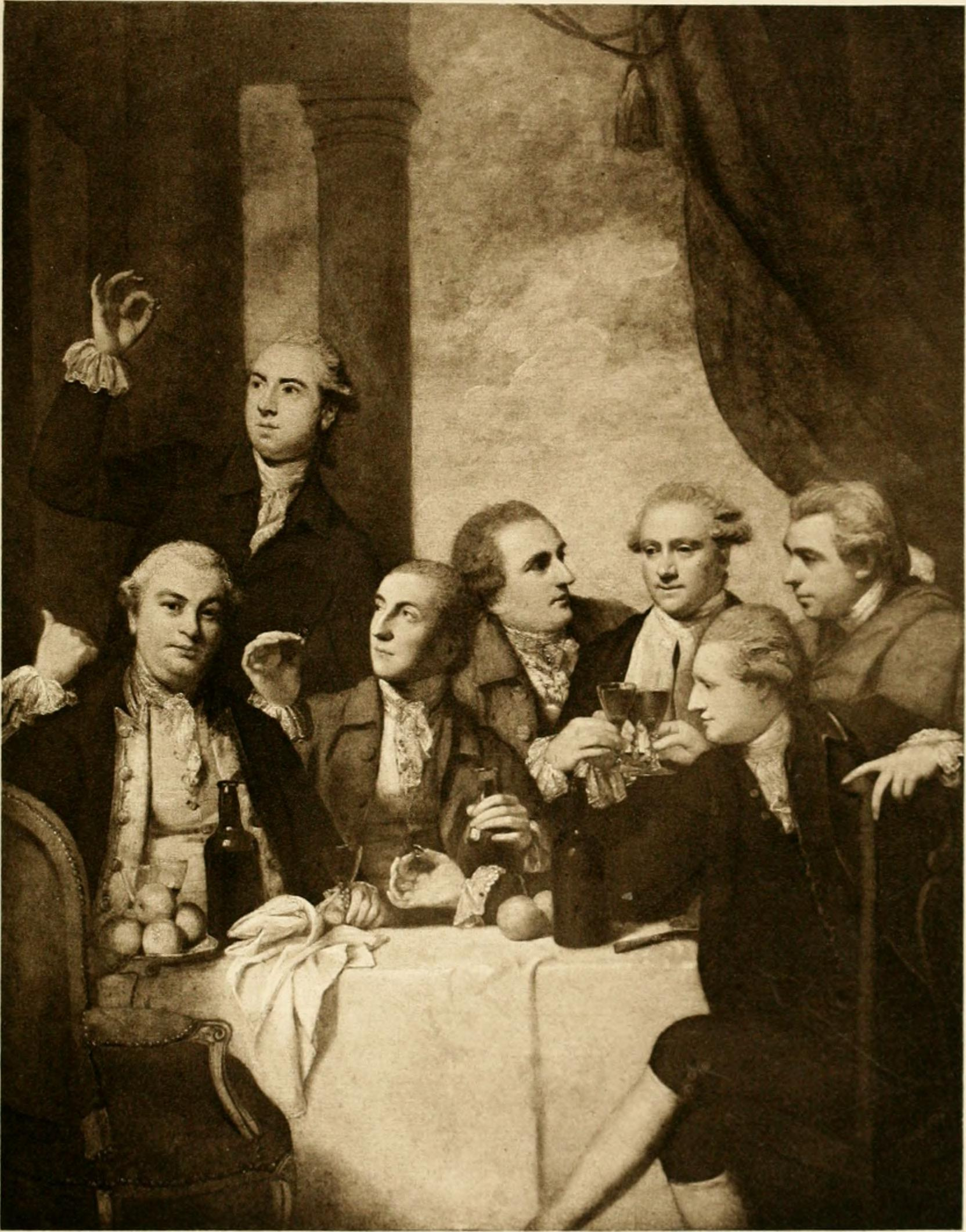
Society of Dilettanti. Dalla sinistra (1) Constantine, second Lord Mulgrave; (2) Henry Dundas, in seguito Lord Dundas; (3) il conte di Seaforth; (4) Hon. Charles Greville; (5) Mr. John Charles Crowle; (6) Mr. Banks in seguito Sir Joseph Banks; e (7) Lord Carmarthen, in seguito quinto duca di Leeds, con un lungo bastone nella mano sinistra

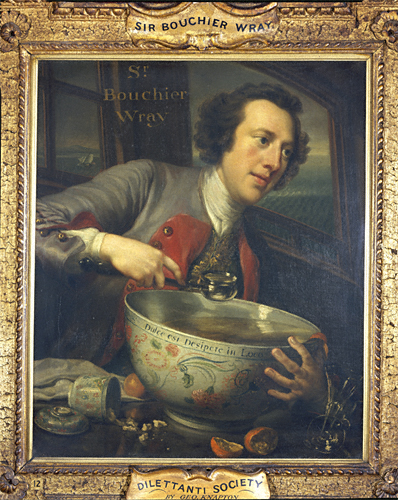
Bourchier Wray di George Knapton

La società conta 60 membri, eletti a scrutinio segreto. Una cerimonia di investitura si tiene al Brooks's, un esclusivo club per gentiluomini londinese. Effettua donazioni annuali alle British School di Roma e Atene e un fondo separato istituito nel 1984 fornisce assistenza finanziaria per le visite a siti e musei classici.